# Вода (река)
Вода (грчки: Βόδας, Водас, Εδεσσαίος, Едесеос) је река у Егејској Македонији, Грчка, на којој лежи град Воден (Едеса).
Вода традиционално настаје од неколико потока који извиру на планинама Ниџе (Ворас) и Каракамен (Вермио), али је данас каналом повезана са Островским језером (Вегоритида). Изнад Водена је на Води изграђено вештачко језеро Аграс. У самом Водену река образује предивне водопаде. Слива се са Мегленицом (Могленицас) у области Сланица у уређени канал, који се на грчком зове Колудеј, а затим се улива у Бистрицу (Алиакмонас) код села Кулура.